# Notholaena aurantiaca
Notholaena aurantiaca är en kantbräkenväxtart som beskrevs av Eat. Notholaena aurantiaca ingår i släktet Notholaena och familjen Pteridaceae. Inga underarter finns listade.